# Michael Schoenmaker
Michael Schoenmaker (Breda, 3 februari 1983) is een Nederlands zwemmer.  Hij is van bij zijn geboorte spastisch en zit in een rolstoel. Hij is aangesloten bij de Amersfoortse Zwem en Polo Club (AZ&PC) uit Amersfoort.
Hij behaalde zijn eerste podiumplaatsen op een internationaal toernooi op de Europese zwemkampioenschappen van 2011 in Berlijn: zilver op de 50 m schoolslag en brons op de 200 m vrije slag. Het volgende jaar kon hij zich voor het eerst plaatsen voor de Paralympische Zomerspelen in Londen.
Op de Spelen van 2012 was hij ingeschreven voor de 50, 100 en 200 m vrije slag, 50 m schoolslag en 150 m wisselslag. Op de 150 m wisselslag (klasse SM4) werd hij op 2 september in zijn reeks gediskwalificeerd na een fout keerpunt. De volgende dag won hij evenwel goud op de 50 m schoolslag (klasse SB3), in precies 50 seconden. Zijn andere prestaties op deze spelen waren:
- op de 50 m vrije slag (S4): vijfde in de reeksen, in 43.01 sec. (niet geplaatst voor de finale)
- op de 100 m vrije slag (S4): achtste in de finale, in 1 min. 28.63 sec.
- op de 200 m vrije slag (S4): zevende in de finale, in 3 min. 12.22 sec.